# 120-та артилерійська бригада (РФ)
120-та гвардійська артилерійська Сталінградська Червонопрапорна, ордена Суворова бригада (120 абр, в/ч 59361) — артилерійське з'єднання Сухопутних військ Збройних сил Російської Федерації. Бригада дислокується у місті Юрга й селищі Чисті Ключі Кемеровської області.
З'єднання перебуває у складі 41-ї загальновійськової армії Центрального військового округу.

## Історія
1 вересня 1994 року в с. Таскіно була розгорнута артилерійська бригада під командуванням полковника Жданкіна. Історію і бойові традиції бригада отримала від 5-ї гвардійської артилерійської Сталінградської Червонопрапорної ордена Суворова дивізії.
20 лютого 2002 року артилерійська бригада провела бойові стрільби. На озброєнні бригади знаходились гармати 2А36 «Гыацинт», протитанкові МТ-12.
В 2003 році частина була виведена із села Таскіно в Красноярськ на місце разформованої 12-ї ракетної бригади в/ч 10182. 
Військовослужбовці 120-ї гвардійської артилерійської бригади брали участь у військових діях на території Сирії. У 2015 році туди була відправлена батарея буксирувальних гаубиць 2А65 «Мста-Б».

## Склад
- управління,
- гаубичний артилерійський дивізіон,
- реактивний артилерійський дивізіон,
- протитанковий дивізіон,
- батарея управління,
- розвідувальний артилерійський дивізіон,
- рота матеріального забезпечення,
- рота технічного забезпечення,
- інженерно-саперний взвод,
- взвод РХБЗ.[1]

## Озброєння
На озброєнні бригади перебувають:
- 8 од.[1] 220-мм реактивні установки залпового вогню 9П140 «Ураган»,
- 152-мм самохідні гаубиці 2С19М2 «Мста-С»[5],
- 18 од.[1] 152-мм буксирувальні гаубиці 2А65 «Мста-Б»[6],
- 12 од. 203-мм самохідних гармат 2С7М «Малка»[7],
- 6 од. 100мм МТ-12 "Рапіра"[1],
- 18 од. 9К123 "Хризантема-С"[1],
- РЛС контрбатарейної боротьби Зоопарк-1М[8],
- 3 од.[1] машини артилерійської розвідки ПРП-4А «Аргус»,
- 2 од. АЗК-7[1],
- безпілотники «Застава», «Гранат»[9], Орлан-10,
- 8 од. БМП-2М з бойовим модулем «Бережок»[10].

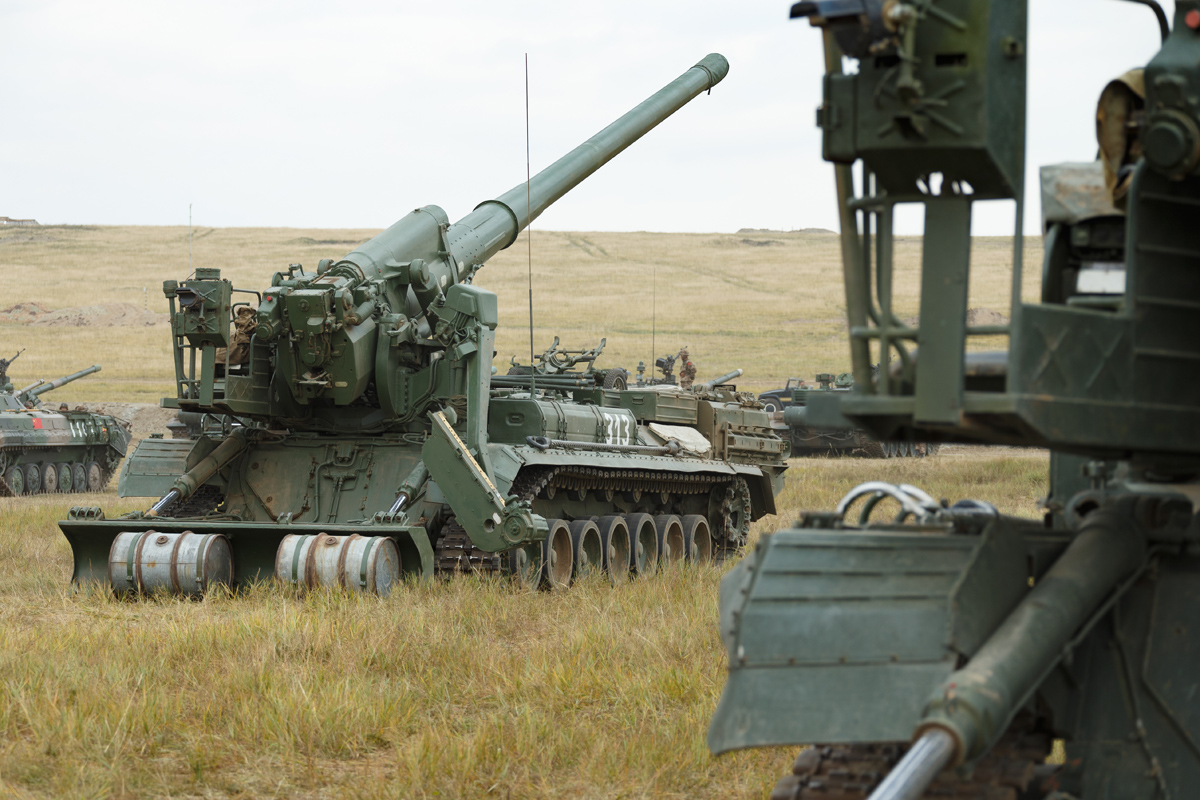
Малка
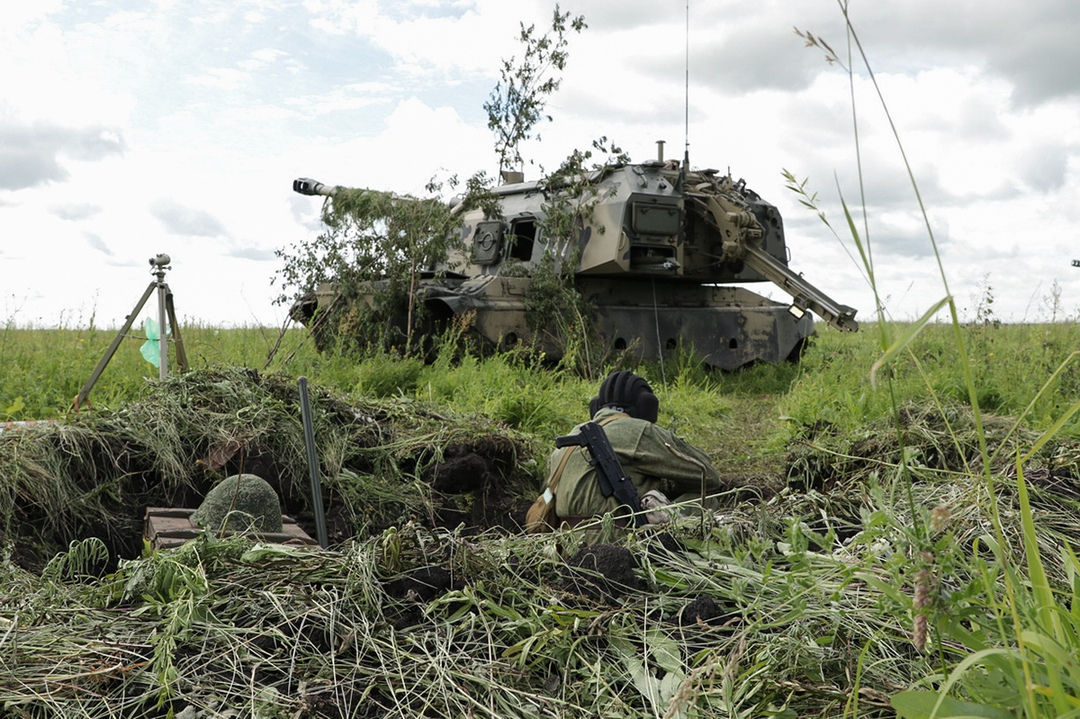
Мста-С
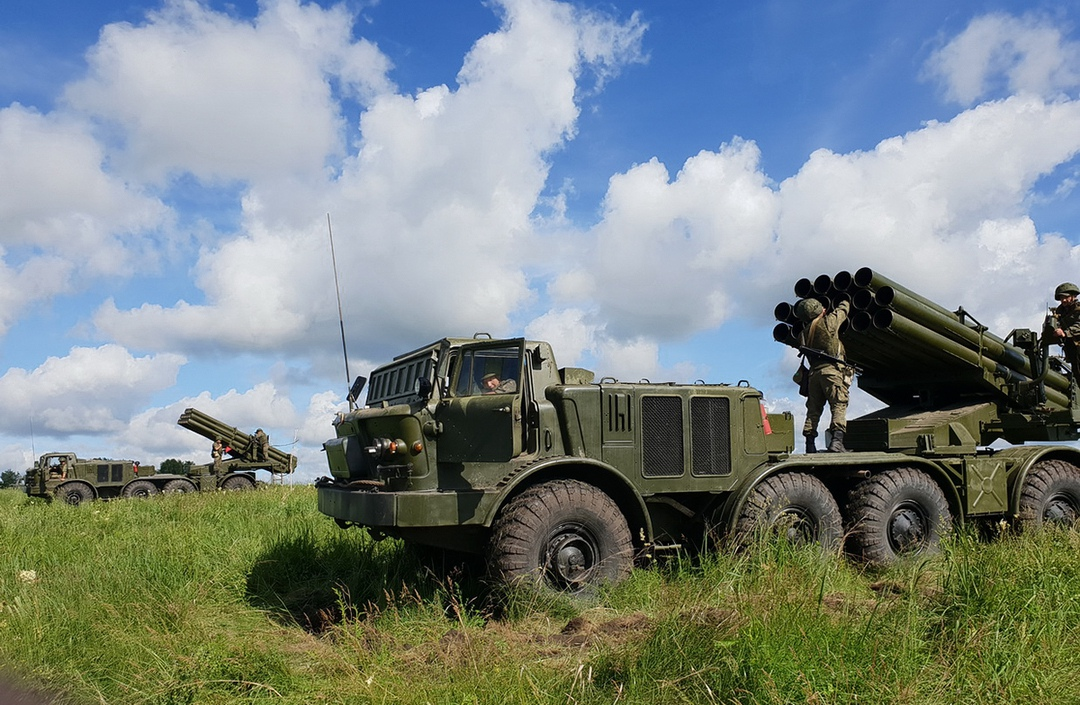
Ураган
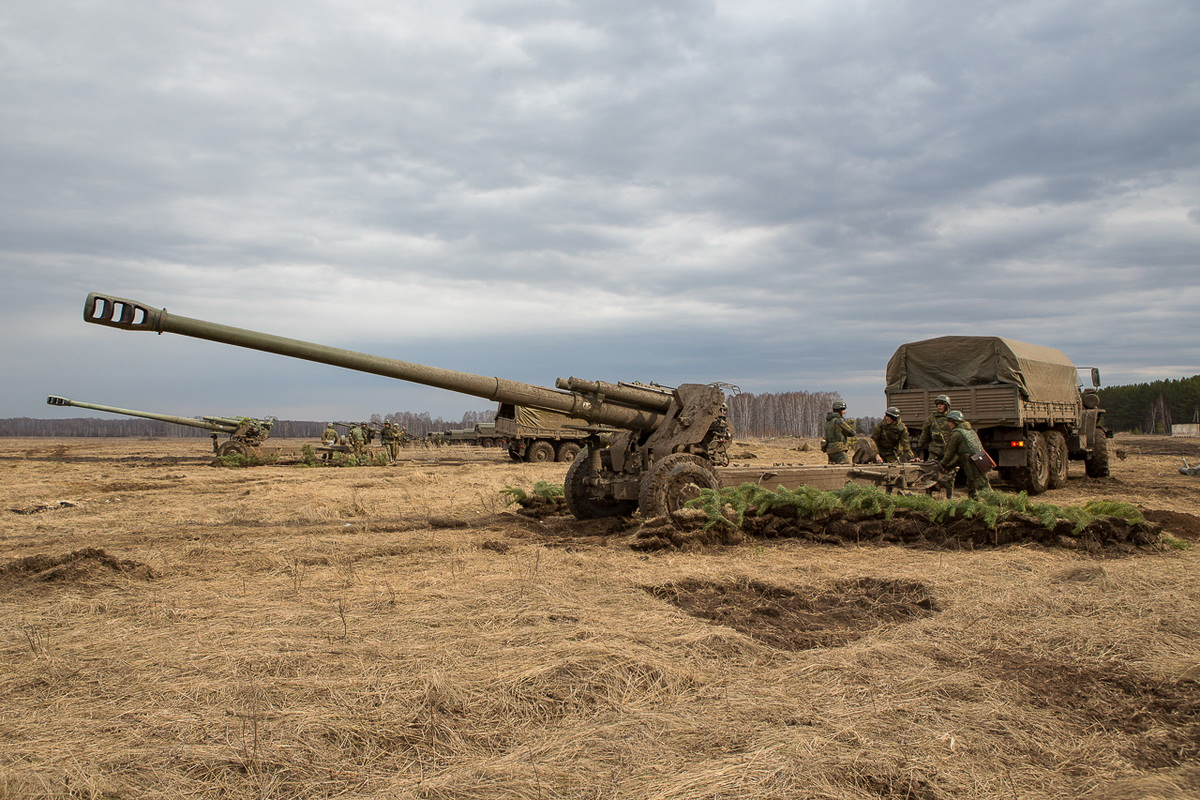
Мста-Б

 Тренування військовослужбовців артилерійського з'єднання проходять на Юргінському полігоні.